# Колобов, Никифор Иванович
Никифор Иванович Колобов (? — не ранее 1710 года) — военный деятель Русского царства, стольник, стрелецкий полковник (1678), воевода Тюмени (1684—1689).

## Биография
О биографии Никифора Колобова сохранилось мало сведений.
В 60-х годах XVIII века Никифор Колобов был назначен головой 3-го приказа московских стрельцов. В 1676-1677 году Колобов во главе 3-го стрелецкого приказа нёс городовую службу в Киеве.
Не ранее 1672 года стрелецкая слобода полка Никифора Колобова располагалась в Москве:243. Стрельцы приказа жили в слободе у Петровских ворот Белого города на Трубе (по названию водостока, через который Неглинка протекала сквозь стены Белого города).
В 1679 году Колобов во главе приказа участвовал в «большом оборонном походе» в полку воеводы Василия Голицына на юг.
В 1682 стрельцы полка Колобова участвовали в стрелецком бунте. По требованию стрельцов Колобов был отстранён от командования «за многие неправды».
Стрельцы 3-го стрелецкого приказа в дальнейшем участвовали в разоружении участников стрелецкого бунта и полк не был выслан из Москвы. Колобов после этого получил назначение стать воеводой в Тюмени в 1684 году, и прослужил на этой должности до 1689 года. Последние упоминания связаны с 1703, 1706, 1710 годами, где Колобов упоминается на должности отставного в Москве для посылок.

## Память
В честь Никифора Колобова в 1922 году Москве названы 1-й, 2-й и 3-й Колобовские переулки:243-244 .